# Etanotiol
O etanotiol (CH3CH2SH) é um composto químico de odor muito desagradável. Na prática o etanotiol é usado para detectar vazamentos de gases inodoros como o gás natural.